# Dansk Svømmeunion
Dansk Svømmeunion (deutsch „Dänische Schwimm-Union“) ist der Dachverband des Schwimmsports in Dänemark. Seinen Sitz hat es in Farum, einer Stadt in der Furesø Kommune im Großraum Kopenhagens. Seit Beginn ist die Union Mitglied in Danmarks Idræts-Forbund (dt. Dänemarks Sportverband) und gehört darüber hinaus zu den Gründungsmitgliedern der internationalen Schwimmsport-Dachverbände FINA (1908) und LEN (1927). Der Verband arbeitet zudem eng mit den Mitgliedern des Nordischen Schwimmverbandes zusammen.
Unter der Schirmherrschaft von Kronprinzessin Mary sind innerhalb der Dansk Svømmeunion über 136.000 Mitglieder aus 213 Vereinen vereint (Stand 2010). Die Organisation verteilt sich dabei auf die sechs Sektionen Schwimmen, Breitensport, Wasserspringen, Wasserball, Synchronschwimmen und Rettungsschwimmen.

## Geschichte
Von 1896 bis zur Gründung des Verbandes im Jahr 1907 wurden die Dänischen Schwimmmeisterschaften noch vom Dänischen Sportverband veranstaltet. Um die Meisterschaften fortan in eigener Regie durchzuführen und den Schwimmsport in Dänemark zu fördern, schlossen sich am 6. April 1907 auf Initiative des Rechtsanwalts J.L. Nathansen drei Kopenhagener Vereine und 300 Mitglieder zum Dansk Svømme- og Livredningsforbund (kurz: DSLF; dt. „Dänischer Schwimm- und Lebensrettungs- (bzw. Rettungsschwimm)verband“) zusammen.
Von 1937 bis zur Wiedervereinigung im Jahr 1979 bestand der Verband aus zwei Unterabteilungen, die lediglich durch ein gemeinsames Präsidium vereint waren: eine für den Schwimmsport (Dansk Svømme-Forbund, kurz DSF) und eine für das Rettungsschwimmen (Dansk Livrednings-Forbund, kurz DLF). 2002 erfolgte die Umbenennung des DSLF in seinen heutigen Namen Dansk Svømmeunion.